# Chrysolina taygetana
Chrysolina taygetana é uma espécie de artrópode pertencente à família Chrysomelidae.